# Mosteiro de Galluzzo
O Mosteiro de Galluzzo ou Mosteiro de Florença (em italiano:  Certosa di Firenze), também conhecida como Chartreuse Saint-Laurent de Galluzzo ou Cartuxa de Ema,  é um mosteiro de  Cartuxos, situado no vale de Ema, quarteirão de Galluzzo em  Florença, na Itália.
Depois de ter visitado o mosteiro em 1907 aquele que se chamava Charles Edouard Jeanneret, ficou tão impressionado com a configuração das celas dos monges que se inspirou nela para as sua construções. Le Corbusier fez ao longo da sua vida muitas referências a esta sua visita .

## História
Foi fundada em 1342 pelo grande senescal do Reino de Nápoles e nobre florentino Niccolò Acciajuoli e aumentada posteriormente pelos dons dos benfeitores. Seguia os princípios de São Bruno de Colônia fundador da Grande Chartreuse perto de  Grenoble, na Isère, França 
Foi num apartamento do convento que Napoleão I encerrou a Papa Pio VI

## Imagens

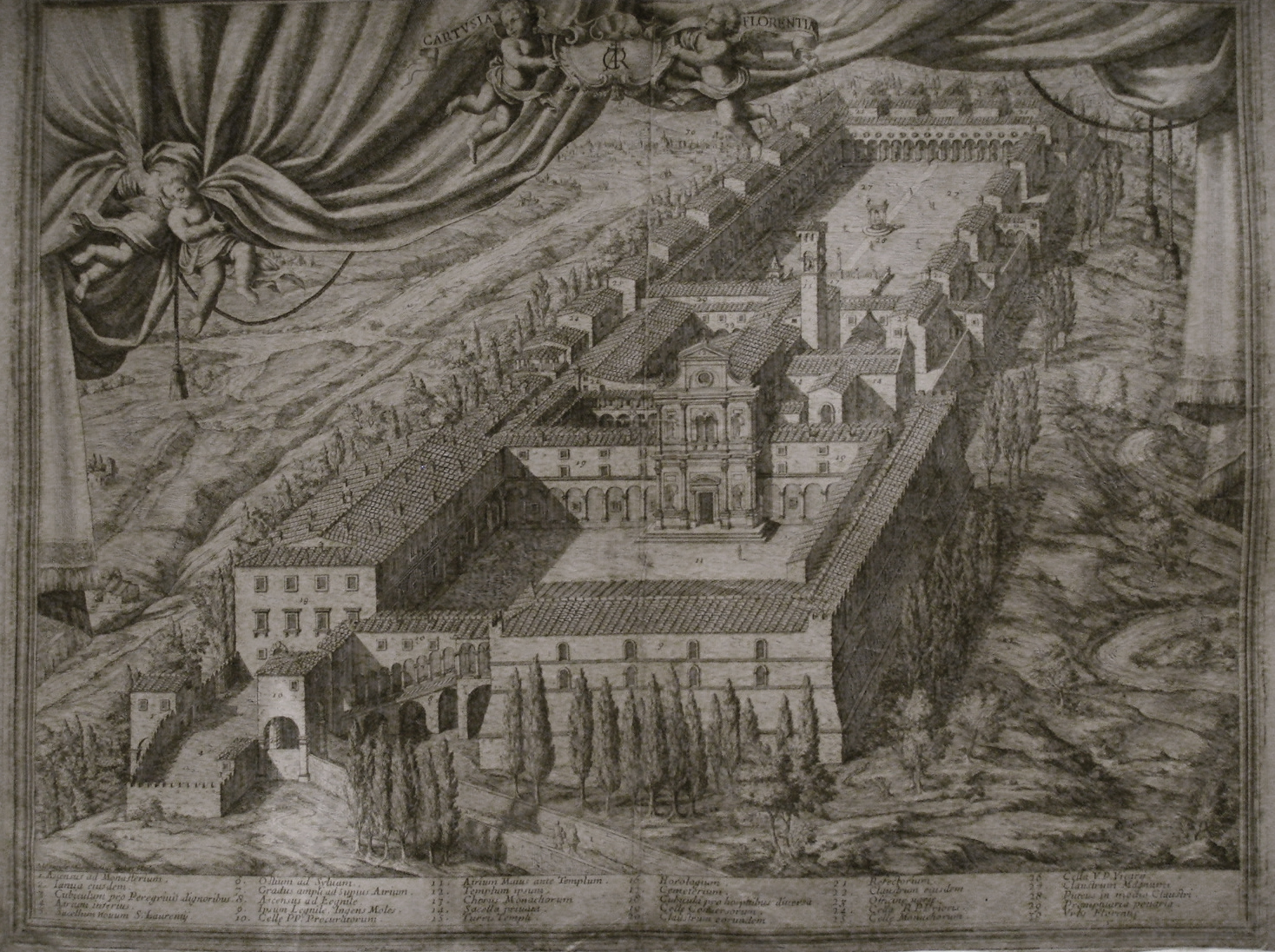
Estampa  - A antiga cavalaria
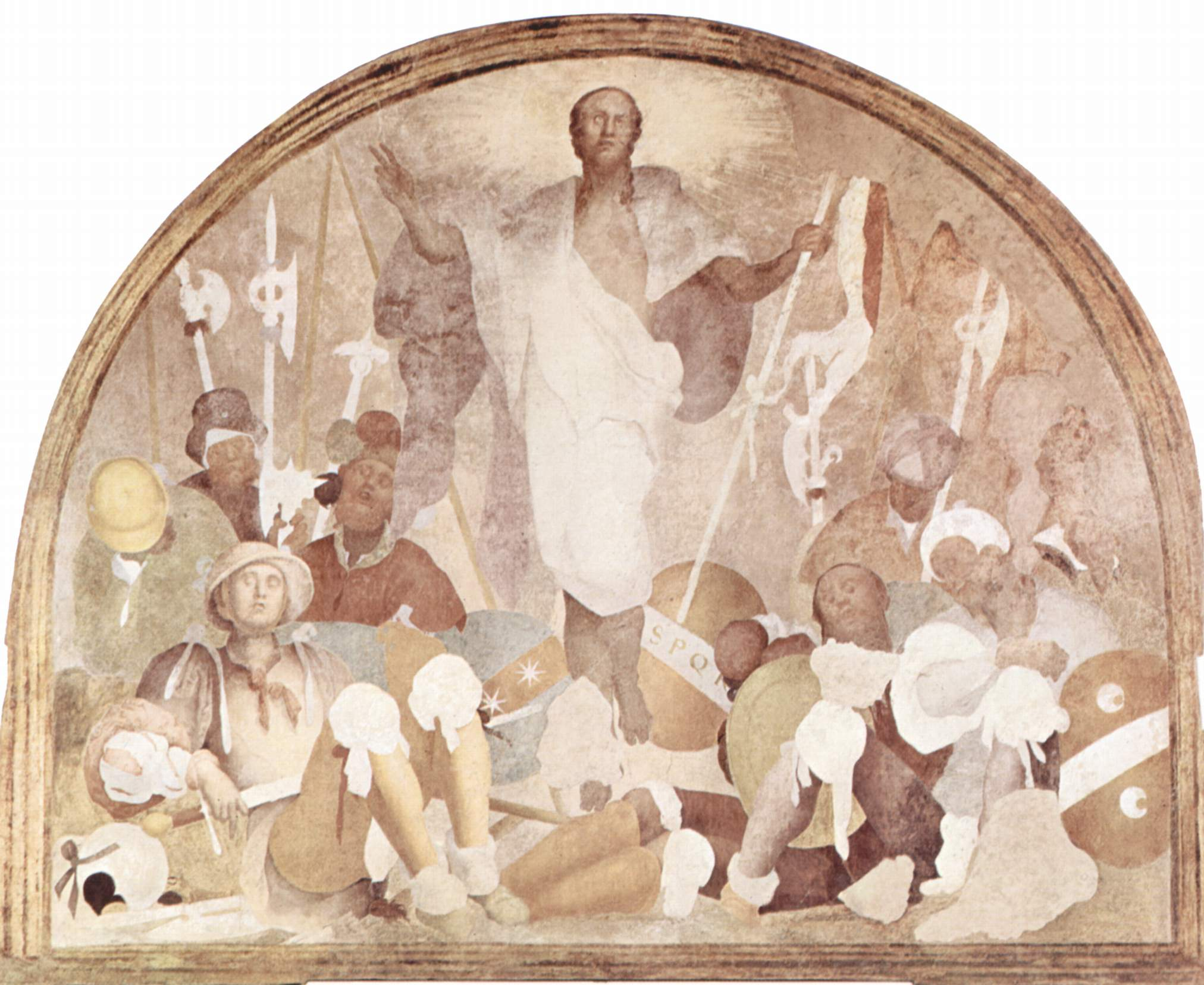
Resurrezione por Pontormo.
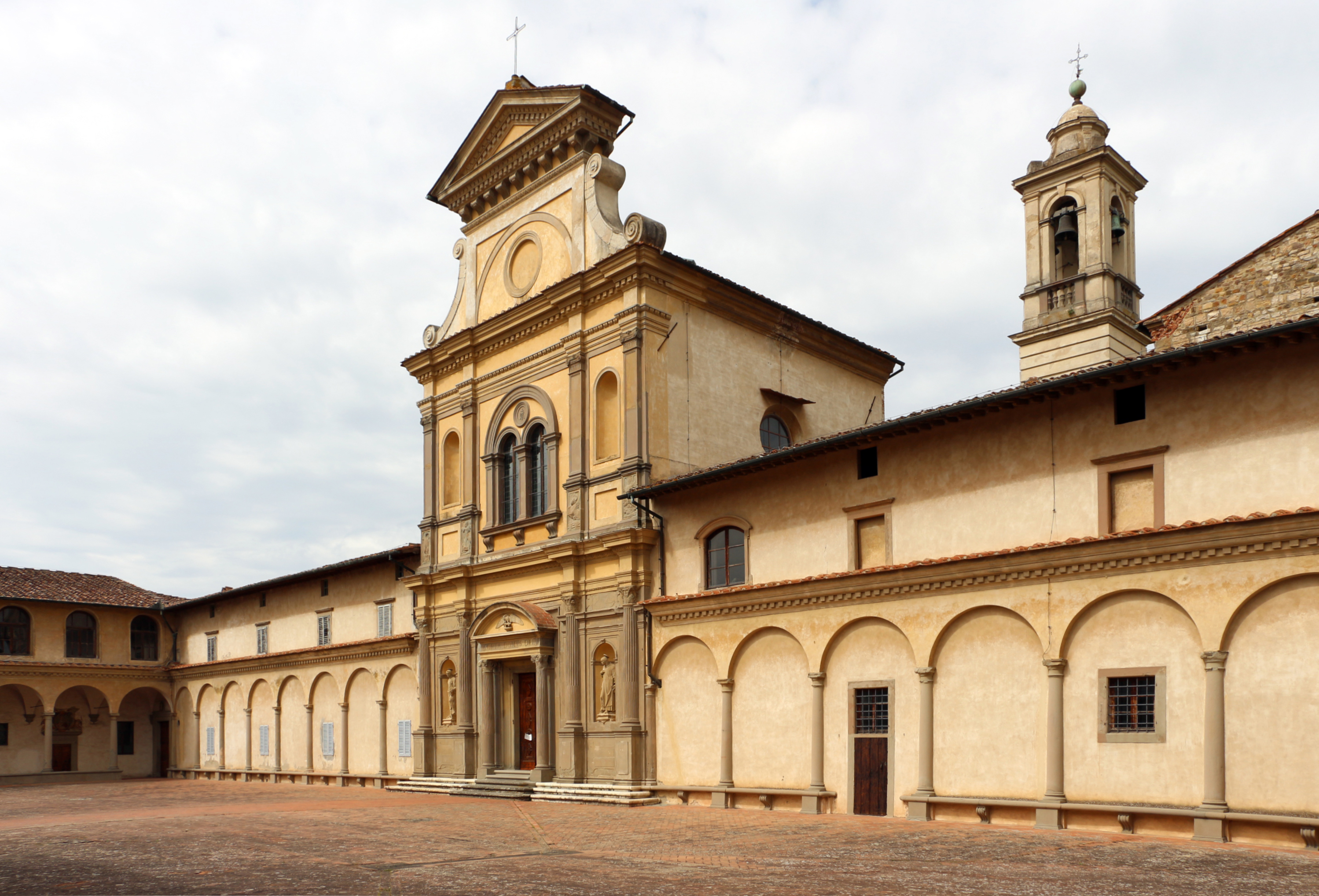
Igreja
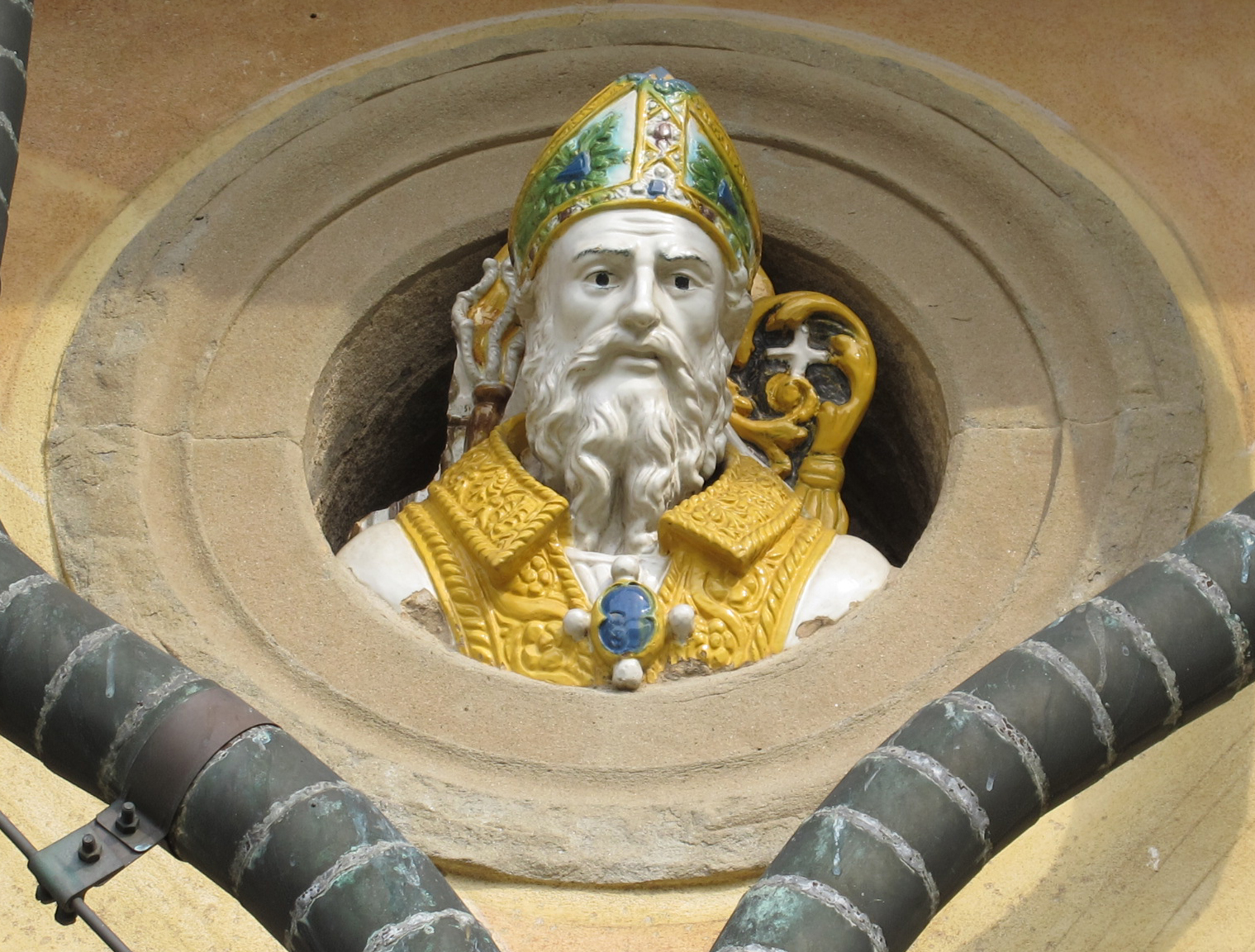
Decoração das arcadas